# Hidró
En química, hidró és el nom general per la forma catiònica de l'hidrogen atòmic, representat amb el símbol H+
. El terme «protó» es refereix al catió del proti, l'isòtop més comú de l'hidrogen. El terme «hidró» inclou cations de l'hidrogen sigui quina sigui la seva composició isotòpica: per tant, es refereix col·lectivament tant als protons (¹H+) per l'isòtop proti, als deuterons (²H+ o D+) per l'isòtop deuteri, i als tritons (3H+ o T+) per l'isòtop triti. A diferència d'altres ions, l'hidró consisteix d'un sol nucli atòmic.
L'hidró (un nucli atòmic d'hidrogen completament lliure) és massa reactiu per ocórrer en molts líquids. Un hidró lliure reaccionaria amb una molècula del líquid per formar un catió més complex. Alguns exemples són l'ió oxidani, o oxoni, en àcids basats en aigua H
3O+
, així com H
2F+
, el catió inestable de l'àcid fluoroantimònic, el superàcid més fort. Per aquesta raó, en aquests líquids que inclouen líquids àcids, els hidrons es difonen per contacte d'un catió complex a un altre mitjançant el mecanisme de Grotthuss.
La forma hidratada del catió hidrogen, l'ió oxoni H
3O+
(aq), és un objecte clau de la definició d'àcid d'Arrhenius. Altres formes hidratades, el catió Zundel H
5O+
2 que es forma a partir d'un protó i dues molècules d'aigua, i el catió Eigen H
9O+
4, un ió oxoni i tres molècules d'aigua, tenen un paper important en el «salt d'hidró», segons el mecanisme de Grotthuss. L'hidró mateix és crucial en la més general teoria àcid-base de Brønsted i Lowry, que estén el concepte d'àcid-base químic més enllà de les solucions aquoses.
La parella carregada negativament de l'hidró és l'anió hidrur, H−
.

## Isòtops de l'hidró
Els isòtops de l'hidró (ergo, de l'hidrogen) són els següents:
1. Protó, amb el símbol p o ¹H+, és l'ió +1 del proti, ¹H.
2. Deuteró, amb el símbol ²H+ o D+, és l'ió +1 del deuteri, ²H or D.
3. Tritó, amb el símbol 3H+ o T+, és l'ió +1 del triti, 3H or T.

Altres isòtops de l'hidrogen són massa inestables per ser rellevants en química.